# Герцог де Луна

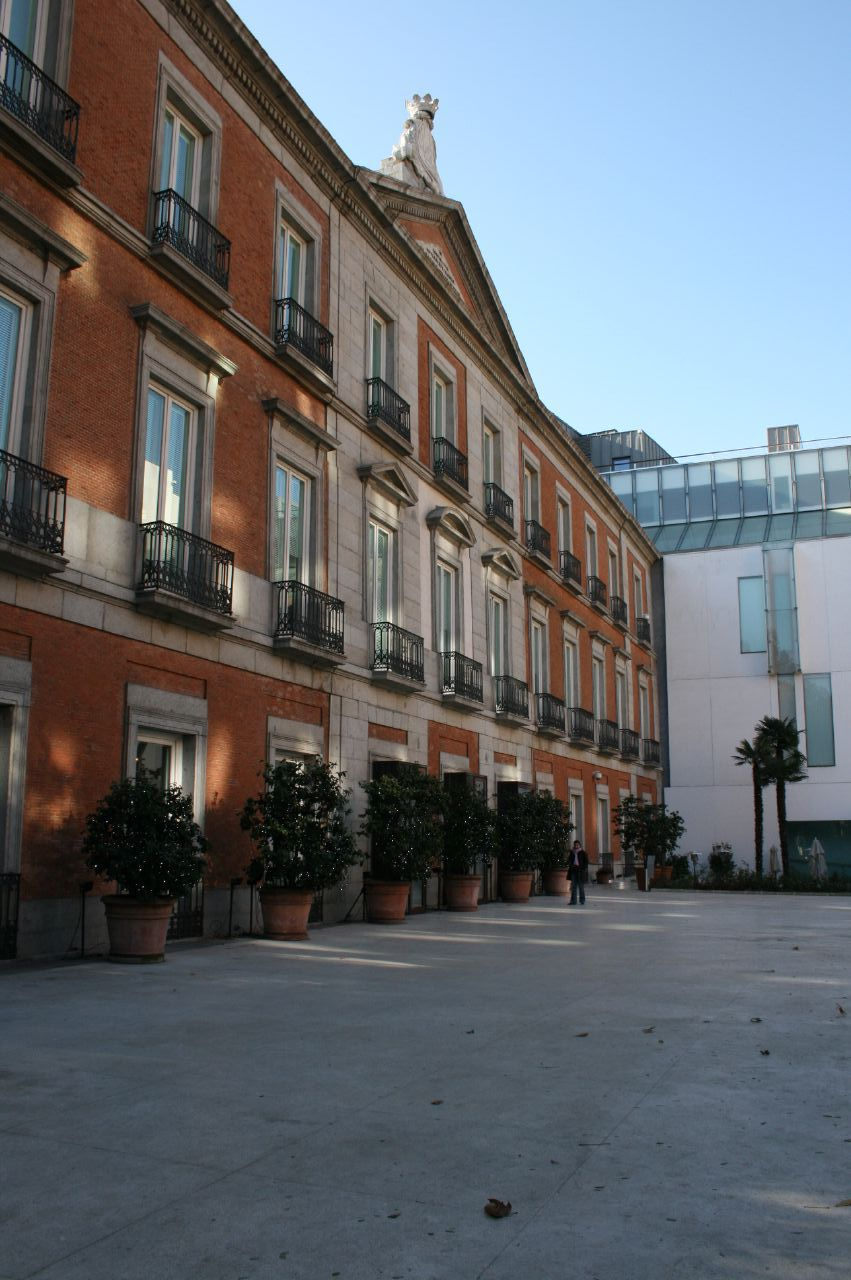
Паласио де Вильяэрмоса, резиденция герцогов де Вильяэрмоса и герцогов де Луна. Музей Тиссена-Борнемисы.

Герб муниципалитета Луна, провинция Сарагоса.

Герцог де Луна (исп. duque de Luna) — испанский аристократический титул. Он был создан в 1495 году королем Арагона Фердинандом II Католиком для своего племянника, Хуана Хосе де Арагона и Сотомайора (1457—1528), 4-го графа де Рибагорса (1477—1512), вице-короля Неаполя (1507—1509).
Хуан Хосе де Арагон и Сотомайор был вторым сыном Алонсо де Арагона (1417—1485), 1-го графа де Рибагорса и 1-го герцога де Вильяэрмоса, внебрачного сына короля Арагона Хуана II, и Элеоноры де Сотомайор и Португаль, известной как Леонор де Сото. Хуан Хосе де Арагон и Сотомайор был внуком короля Арагона Хуана II и племянником короля Фердинанда II Католика.
Название герцогского титула происходит от названия муниципалитета Луна (район Синко-Вильярс, провинция Сарагоса, автономное сообщество Арагон).

## История
Первым герцогом де Луна в 1495 году стал Хуан Хосе де Арагон и Сотомайор (1457—1528), после смерти которого этот титул был упразднен. Его сын и наследник, Альфонсо Фелипе Гурреа де Арагон (1487—1550), был графом де Рибагорса (1512—1550) и титулярным 2-м герцогом де Луна (1528—1550). Тем не менее, потомки 1-го герцога де Луна всегда сохраняли власть над городом Луна.
В 1895 году король Испании Альфонсо XIII восстановил герцогский титул для Хосе Антонио Аслора де Арагон и Уртадо де Сальдивар (1873—1960), будущего 18-го герцога де Вильяэрмоса (1919—1960), который стал 2-м герцогом де Луна.

## Герцоги де Луна
|                                                          | Титул | Период                                                   |
| Креация создана королем Арагона Фердинандом II Католиком | Креация создана королем Арагона Фердинандом II Католиком | Креация создана королем Арагона Фердинандом II Католиком |
| -------------------------------------------------------- | --- | -------------------------------------------------------- |
| I                                                        | Хуан Хосе де Арагон и Сотомайор (1457—1528), сын Алонсо де Арагона (1417—1485), 1-го графа де Рибагорса и 1-го герцога де Вильяэрмоса, внебрачного сына короля Арагона Хуана II, и Элеоноры де Сотомайор и Португаль | 1495-1528                                                |
| Креация восстановлена королем Испании Альфонсо XIII      | |                                                          |
| II                                                       | Хосе Антонио Аслор де Арагон и Уртадо де Сальдвар (1873—1960), сын Франсиско Хавьера де Арагона и Аслора де Идиакеса (1842—1919), 17-го герцога де Вильяэрмоса (1905—1919)                                           | 1895-1935                                                |
| III                                                      | Мария дель Пилар и Аслор де Арагон и Гильямас (1908—1997), дочь предыдущего | 1935-1970                                                |
| IV                                                       | Хавьер де Урсаис и Аслор де Арагон (1940—2013), сын предыдущей | 1970-2013                                                |
| V                                                        | Хавьер Аслор де Арагон и Рамирес де Аро (род. 1975), сын предыдущего | 2015 — настоящее время                                   |

## История герцогов де Луна
- 1495—1528: Хуан Хосе де Арагон и Сотомайор (27 марта 1457 — 5 июля 1528), 1-й герцог де Луна, граф де Рибагорса. Был женат на Марии Лопес де Гурреа, дочери Хуана Лопеса де Гурреа, сеньора де Торрельяс, де Граньен и де Куарте, и Альдонсы де Гурреа, сеньоры де Луна.

Титул восстановлен в 1895 году:
- 1895—1935: Хосе Антонио Аслор да Арагон и Уртадо де Сальдвар (14 января 1873 — 18 июля 1960), 2-й герцог де Луна, 17-й герцог де Вильяэрмоса, 7-й герцог де Гранада-де-Эга, 12-й маркиз де Кортес, 10-й маркиз де Кабрера, 12-й маркиз де Вальдеторрес, 7-й маркиз де Наррос, 14-й граф де Луна, 10-й граф де Хавьер, 10-й граф де Гуара, 14-й граф де Реал, 19-й виконт дель Реаль. Ему наследовала его дочь:
- 1935—1970: Мария дель Пилар Аслор де Арагон и Гильямас (1 октября 1908 — 7 августа 1996), 3-я герцогиня де Луна, 18-я герцогиня де Вильяэрмоса, 11-я герцогиня де ла Палата, 17-я маркиза де Кортес, 11-я маркиза де Кабрера, 13-я маркиза де Вальдеторрес, 15-я графиня де Луна, 11-я графиня де Хавьер, 11-я графиня де Гуара, 15-я графиня дель Реаль, 19-я виконтесса де Мурусабаль де Андион, 21-я виконтесса де Золина. Вышла замуж за Мариано де Урсаиса и Сильву Салазара и Карвахаля, 12-го графа де Пуэрто. Её наследовал их сын:
- 1970—2013: Хавьер Урсаис и Аслор де Арагон (10 августа 1940 — 14 апреля 2013), 4-й герцог де Луна. Первым браком был женат на Беатрис Рамирес де Аро и Вальдес, 16-й графине де Мурильо, дочери Игнасио Рамиреса де Аро и Переса де Гусмана, 11-го маркиза де Вильянуэва-дель-Дуэро, 15-го графа де Борнос, 19-го маркиза де Казаза и графа де Монтенуэво. Во второй раз женился на Изабель де Олазабаль и Чуррука. Ему наследовал его сын:
- 2015 — настоящее время: Хавьер Аслор де Арагон и Рамирес де Аро (род. 23 июля 1975), 5-й герцог де Луна, 13-й граф де Хавьер.